# Constant Djakpa
Constant Tohouri Zahoui Djakpa (* 17. Oktober 1986 in Abidjan) ist ein ivorischer ehemaliger Fußballspieler. Der Abwehrspieler und neunmalige ivorische Nationalspieler iat seit Anfang 2022 ohne Verein.

## Karriere

### Im Verein
Djakpa ist Linksfuß und wird hauptsächlich auf der Position des Linksverteidigers eingesetzt. Seine Karriere begann beim Stella Club, einem Fußballverein aus seiner Heimatstadt Abidjan. Dort spielte er in der Jugend und anschließend ein Jahr in der ersten Mannschaft, bis er 2006 zu Sogndal IL, einem norwegischen Verein aus Sogndal in der zweiten norwegischen Liga, wechselte. Dort war er ein Jahr Stammkraft. 2007 wurde Djakpa vom rumänischen Club Pandurii Târgu Jiu aus der ersten Liga des Landes verpflichtet. Im Juni 2008 wurde bekanntgegeben, dass Bayer Leverkusen den Ivorer verpflichtet hat. Er unterschrieb einen Vier-Jahres-Vertrag bis 2012. Am 16. August 2008 gab er bei der 2:3-Niederlage gegen Borussia Dortmund sein Debüt in der Fußball-Bundesliga. In der Sommerpause 2009 wurde Djakpa für zwei Jahre an Hannover 96 verliehen. Nach Ablauf dieser Zeit wechselte er zu Eintracht Frankfurt.
Im Januar 2017 verpflichtete ihn der 1. FC Nürnberg ablösefrei und gab ihm einen Vertrag bis Saisonende. Anschließend war Djakpa bis September 2018 vereinslos, ehe er einen bis zum 30. Juni 2019 laufenden Vertrag beim Regionalligisten SC Hessen Dreieich unterschrieb.

### Nationalmannschaft
Djakpa debütierte am 21. November 2007 beim 6:1-Sieg im Freundschaftsspiel gegen Katar in der ivorischen Nationalmannschaft. Mit der Auswahl nahm er am Afrika-Cup 2008 in Ghana sowie an der Weltmeisterschaft 2014 in Brasilien teil. Sein neuntes und letztes Länderspiel bestritt er im März 2016.

## Privates
Djakpa hat mit seiner Frau Marie einen Sohn. Sein bester Freund aus Kindheitstagen ist Aristide Bancé.